# Roman Abraham
Roman Józef Abraham (n. 28 februarie 1891, Lemberg, Regatul Galiției și Lodomeriei, Austro-Ungaria – d. 28 august 1976, Varșovia, Polonia) a fost un general de cavalerie polonez, comandant al Brigăzii de Cavalerie Wielkopolska⁠(d) în timpul Invaziei germane și sovietice a Poloniei din septembrie 1939 și un comandant al cavaleriei poloneze în Bătălia de la Bzura⁠(d) (unitatea de cavalerie combinată). În timpul celei de-a Doua Republici Poloneze, a fost general de brigadă și, pentru o scurtă perioadă, din 1930 până în 1931, Abraham a fost de asemenea membru al Parlamentului polonez⁠(d).

## Viața timpurie și educația
Abraham s-a născut la Lwów, în ceea ce era atunci Austro-Ungaria (mai târziu Polonia, acum Lviv, Ucraina). A fost fiul lui Władysław Abraham, profesor de drept canonic și rector al Universității din Lwów. A studiat la Școala Iezuită din Chyrów în Bąkowice, absolvind în 1910. Apoi a studiat la Facultatea de Filosofie și Drept de la Universitatea Jan Kazimierz din Lwów, absolvind în 1915.

## Serviciul militar

### Primul Război Mondial
În timpul Primului Război Mondial a servit din august 1914 până în octombrie 1918 în armata austro-ungară în Regimentul 1 Ulani de Apărare Națională, luptând pe fronturile francez, românesc, rusesc, sârbesc și italianesc, încheindu-și serviciul în calitate de locotenent de cavalerie. 

### Războiul Polono-Ucrainean
La sfârșitul Primului Război Mondial, s-a alăturat Cadrelor Militare Poloneze din Lwów. De la 1 noiembrie 1918, în armata poloneză reformată, având grad de locotenent, a fost comandantul sectorului Góra Strudenia din Liov.
Și-a creat propria unitate, numită mai târziu „Straceńcami”. Unitatea a luptat cu succes în diferite apărări ale Liovului, în apărarea Persenkówka și în Śródmieście. Unitatea a ridicat steagul polonez la Primăria Liov în zorii zilei de 22 noiembrie, iar la 24 noiembrie 1918 el a fost ridicat la rangul de căpitan.Totuși, trupele sale au fost acuzate de numeroase jafuri. O relatare, de exemplu, a arătat că unitatea din Galiția pe care o comanda se pare că a jefuit țăranii care trăiau în satele ucrainene capturate, luând tot ce putea fi transportat la Liov.</br> Din ianuarie până în august 1919, a comandat un batalion independent, un regiment și un Grup operațional în divizia colonelului Władysław Sikorski. Din august 1919, a fost ofițer în departamentul de operare și observator în Escadronul 59 al Forțelor Aeriene. A participat și la luptele polono-ucrainene din jurul Przemyśl.

### Războiul Polono-Bolșevic
În 1920, Abraham a apărat orașul Liov în timpul Războiului Polono-Bolșevic. A fost rănit în timpul conflictului, dar a continuat să-și îndeplinească atribuțiile, comandându-și unitatea în timp ce era transportat pe o targă.

### Al Doilea Război Nondial
În campania din septembrie 1939, el a comandat Brigada de Cavalerie Wielkopolska ca parte a Armatei Poznan, sub comanda generalului Tadeusz Kutrzeba. A luptat în regiunea Leszno, Srem și Rawicz. Din 9 septembrie în bătălia de la Bzura, a comandat atacuri asupra Sobota și Walewice și din 13 septembrie a luat parte în luptele grele din zona Brochow, Sierakow și Laski. Din 15 până în 21 septembrie, a comandat Grupul Operațional cu propriul său nume, care a inclus Brigada de Cavalerie Wielkopolska și Brigada de Cavalerie Podolska. 
Unele dintre unitățile din prima Brigadă au ajuns la Varșovia pe 20 septembrie. Generalul Abraham a fost singurul comandant al unității tactice de cavalerie, care pe întregul câmp de luptă din compania din septembrie nu a suferit nicio înfrângere, nu a pierdut nicio bătălie. Lângă Brochow și Sochaczew Divizia a 4-a germană Panzer și Divizia a 2-a ușoară s-au retras de la soldații lui. În 23 septembrie, General Maior T. Kutzreba l-anumit pe Generalul de Brigadă Roman Abraham comandant al Brigadei de Cavalerie Colective pentru apărarea Varșoviei. În fruntea ei, a luptat până la capitularea orașului capitală pe septembrie 28. Din 1939 până în 1945 a fost prizonier de război în Oflag VII-A Murnau în Germania. O carte poștală scrisă de mână, trimisă de Abraham prietenului său din Chicago din închisoare a fost păstrată și în prezent face parte din colecția Muzeului Central Jeńców Wojennych.

## Decorații
- Virtuti Militari, Crucea de Argint (1922)
- Crucea de merit, Crucea de aur (1930, 1938, 1940)
- Polonia Restituta, Crucea de ofițer (1933)
- Crucea Independenței cu săbii (1933)
- Virtuti Militari, Crucea de Aur (1961)
- Polonia Restituta, Crucea de Comandor (1970)
- Crucea Valorii de 5 ori
- Crucea de Apărare a Liovului
- Legiunea de Onoare, Crucea de Cavaler (Franța)